# Granada (EP Amaral)
Granada es un EP que el grupo Amaral grabó con motivo del décimo aniversario de la revista digital EFE EME. Se pudo descargar gratuitamente a partir de febrero de 2009. El EP constaba de cuatro canciones que eran versiones de grupos granadinos, de ahí el título del EP.

## Lista de canciones
1. En tus ojos (versión de 091)
2. Universal (versión de Lagartija Nick)
3. Luces de neón (versión de Lori Meyers)
4. Si está bien (versión de Los Planetas)

### Personal
- Eva Amaral: voz, guitarras, producción y mezcla
- Juan Aguirre: guitarras, producción y mezcla
- Coki Giménez: batería y percusión
- Iván González: bajo
- Zulaima Boheto: violonchelo en "En tus ojos"
- Alis: grabación de baterías y bajo
- Ramón Gacías: Mezcla